# Воля-Лісовська
Воля-Лісовська (пол. Wola Lisowska) — село в Польщі, у гміні Любартів Любартівського повіту Люблінського воєводства.
Населення — 300 осіб (2011).

## Демографія
Демографічна структура станом на 31 березня 2011 року:
|          | Загалом | Допрацездатний вік | Працездатний вік | Постпрацездатний вік |
| -------- | ------- | ------------------ | ---------------- | -------------------- |
| Чоловіки | 158     | 36                 | 111              | 11                   |
| Жінки    | 142     | 43                 | 80               | 19                   |
| Разом    | 300     | 79                 | 191              | 30                   |